# Distretto di Pul-i-Alam
Il distretto di Pul-i-Alam è un distretto dell'Afghanistan appartenente alla provincia di Lowgar. Viene stimata una popolazione di 108.039 abitanti.